# Cordagalma
Cordagalma is een geslacht van neteldieren uit de familie van de Agalmatidae.

## Soorten
- Cordagalma ordinatum (Haeckel, 1888)
- Cordagalma tottoni Margulis, 1993